# De Ganze
De Ganze is een zwemvereniging in de Zeeuwse gemeente Goes. De Ganze is opgericht in mei 1956 en is aangesloten bij de KNZB. De vereniging traint en zwemt haar thuiswedstrijden in het zwembad het Omnium.
Zwemvereniging De Ganze zwemt in de Tweede klasse 2 Regio Zuid van de Nationale Zwemcompetitie
De naam is afgeleid van het dier, de gans. De gans is, behalve in het logo van de zwemvereniging, ook te zien in het wapen van Goes.

## Clubresultaten
| 09e |

| 20e |

| 06e |

| 07e |

| 02e |

| 20e |

| 01e |

| 14e |

| 14e |

| 07e |

| 08e |

| 14e |

| 14e |

| Tweede klasse |
| Derde klasse  |